# 洛特河畔圣西尔韦斯特
洛特河畔圣西尔韦斯特（法語：Saint-Sylvestre-sur-Lot，法語發音：[sɛ̃ silvɛstʁ syʁ lɔt]）是法国洛特-加龙省的一个市镇，属于洛特河畔新城区。

## 地理
洛特河畔圣西尔韦斯特（44°23'55"N, 0°48'22"E）面积21.27 平方千米，位于法国新阿基坦大区洛特-加龍省，该省份为法国西南部内陆省份，北起多爾多涅省，西接吉倫特省和朗德省，南至热尔省，东临塔恩-加龙省和洛特省。
与洛特河畔圣西尔韦斯特接壤的市镇（或旧市镇、城区）包括：佩讷达日奈、特朗泰勒、洛特河畔新城。

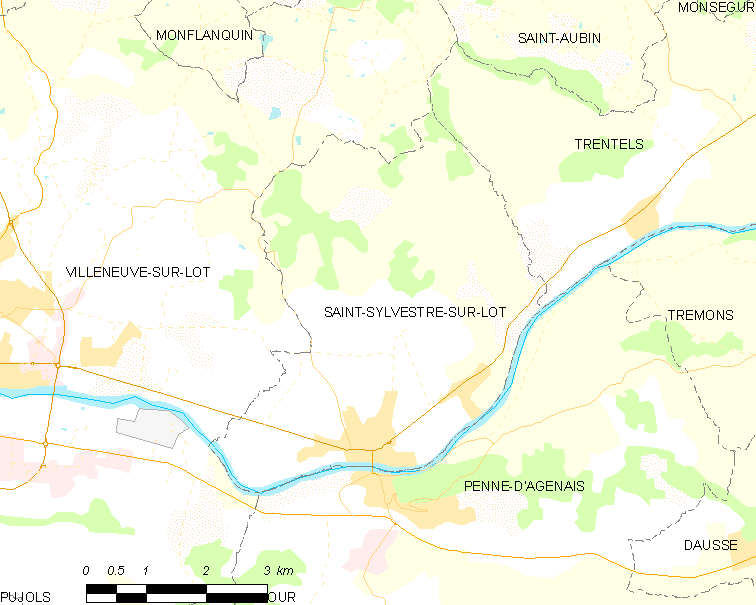
洛特河畔圣西尔韦斯特的OSM定位图

洛特河畔圣西尔韦斯特的时区为UTC+01:00、UTC+02:00（夏令时）。

## 行政
洛特河畔圣西尔韦斯特的邮政编码为47140，INSEE市镇编码为47280。

## 政治
洛特河畔圣西尔韦斯特所属的省级选区为塞尔地区县。

## 人口

1962-2008年间洛特河畔圣西尔韦斯特人口变化图示

洛特河畔圣西尔韦斯特于2022年1月1日时的人口数量为2388人。